# Tall (Schenna)

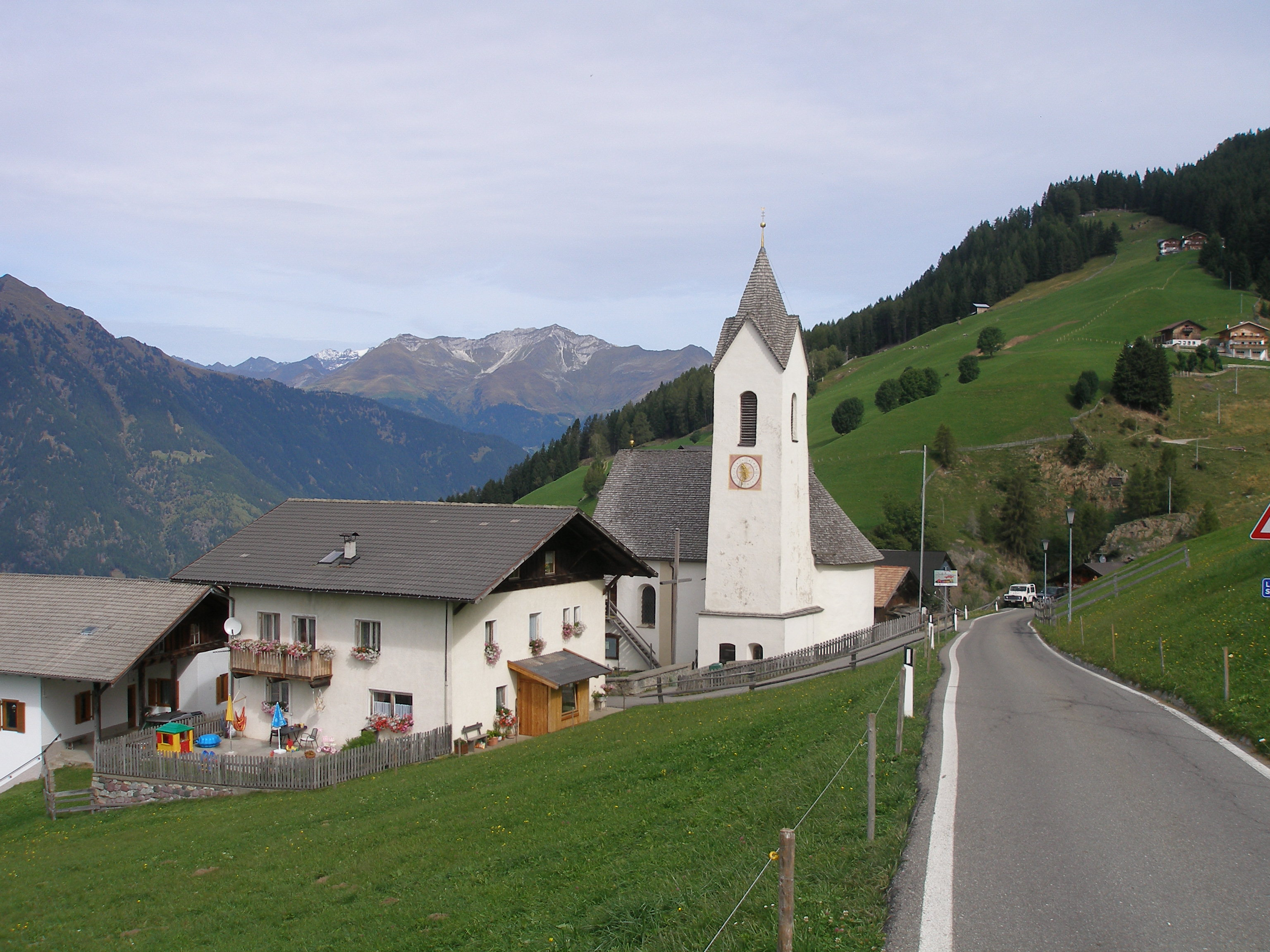
Die Pfarrkirche St. Johannes und Paulus in Prenn, dem Ortskern von Tall

Tall (italienisch Talle) ist eine Fraktion der Gemeinde Schenna im Burggrafenamt in Südtirol.
Das Gebiet der Fraktion Tall erstreckt sich in Passeier auf der orographisch linken (östlichen) Talseite gegenüber von Saltaus. Im Norden grenzt Tall an die Gemeinde St. Leonhard in Passeier. Tall besteht aus den Ortsteilen Obertall mit dem Dorfzentrum Prenn und Untertall, die beide jeweils wieder mehrere Streusiedlungen beinhalten. Im Ort Prenn leben 25 Menschen (Volkszählung 2001). Es existiert ebenfalls eine kleine Schule, die zur Direktion von Obermais gehört. In der Kirche befindet sich eine 1913 von der Orgelbaufirma Gebrüder Mayer gebaute einmanualige 6-registrige pneumatische Orgel. Erreichbar ist Tall über eine Landesstraße, die den Ort über Schweinsteg mit Saltaus verbindet. Tall ist ebenfalls über eine Straße erreichbar, die Tall von Verdins aus erreicht.
Der Ort ist als Tallis urkundlich ersterwähnt, es kann urkeltisch talos ‚Anhöhe, Höhensiedlung‘ zugrunde liegen.

## Persönlichkeiten
- Anna Pircher (1928–2007), Organistin, Chorleiterin, Trägerin der Verdienstmedaille des Landes Tirol